# Гелейшвили, Пётр Павлович
Пётр Павлович Гелейшвили (груз. პეტრე პავლეს ძე გელეიშვილი, 7 мая 1870 или 20 мая 1870, Самтредиа, Имеретия — 17 марта 1938 или 18 марта 1938) — грузинский политик, видный социал-демократ, меньшевик, публицист, член Учредительного собрания Грузии.

## Биография
В середине 1890-х годов входил в марксистский кружок С. Джибладзе в Тифлисе (С. Джугели, Р. Каладзе и др.).
Неоднократно был арестован, после ареста в 1891 году и шестимесячного заключения в Одессе вернулся на родину.
В 1897 году сотрудничал в редакции обновленной газеты «Иверия». В 1899—1900 годах жил и работал журналистом в Петербурге. В 1903 году переехал в Баку, где занимал пост секретаря администрации города. Выставлялся кандидатом в выборщики от социал-демократической партии на выборах в I и II Государственные думы от Тифлиса. В 1905 году был арестован в Баку и выслан в Тамбовскую губернию. По возвращении в Тифлис занимал различные должности.
В 1918 году подписал Декларацию о независимости Грузии. В первой Демократической республике Грузия был товарищем (заместителем) министра земледелия в правительстве Ноя Жордания.
Оставался в СССР, в начале 1923 года вышел из меньшевистской партии. Работал научным сотрудником в Музее Революции в Тифлисе.
Оставил воспоминания о революционном движении в Грузии
В 1937 году был арестован по обвинению в членстве в «незаконной контрреволюционной организации меньшевиков» и расстрелян.

## Личная жизнь
Внук — Юрий Артемьевич Костанов, юрист